# Johanna Otho
Johanna Otho of Othonia (Gent, ca. 1540 - Straatsburg, na 1600) was een beroemde dichteres in de zestiende eeuw

## Levensloop
Johanna Otho was de dochter van de humanist Johannes Otho en ze kreeg van hem haar onderricht, onder meer in het Latijn. Ze is een in haar tijd beroemde dichteres geweest. Een van haar gedichten was gewijd aan een van de leerlingen van haar vader, de Gentenaar Karel Utenhove.
Zoals haar vader behoorde ze tot de hervormingsgezinden. Samen met hem en met haar man Willem Mayaert, advocaat bij de Raad van Vlaanderen, verliet ze haar vaderstad en vestigde zich in Duisburg.
In 1577 kwam ze naar Gent terug, enerzijds als gevolg van het overlijden van haar man, anderzijds omdat de stad na de Pacificatie van Gent van 1576 en vooral nadat ze kort daarop onder Calvinistisch bestuur was gekomen, voor haar weer toegankelijk was. Enkele jaren later, ten laatste in 1584 toen de hertog van Parma de stad inpalmde, trok ze weer naar Duitsland, waar haar vader ondertussen was overleden. Ze vestigde zich in Straatsburg en stierf op een niet nader bekende datum.

## Publicaties
- Johannae Othoniae foeminae Flandriae, viri clarissimi domini Guilielmi Mayarti, in Provinciali Consilio Flandriae quondam advocati consultissimi [viduae], Carminum diversorum libri duo, Straatsburg, 1616
- Poemata, sive lusus extemporanei, Antwerpen, 1617